# Gennaro Manna
Gennaro Manna (Nàpols, 12 de desembre de 1715 – 28 de desembre de 1779) fou un compositor italià del Barroc tardà. Era nebot de Francesco Feo (1791-1861) i oncle de Gaetano Manna ambdós compositors musicals.
Estudià en el Conservatori de Loreto del que més tard en fou professor interí (1756), i últimament assolí en propietat una càtedra en aquest centre docent.
Va escriure les òperes:
- Adriano placato;
- Eumene;
- Didone abbandonata;
- Sirae;
- Achille in Sciro;
- Hemistocle;
- l'oratori Il trionfo de Maria Virgine, que és la seva millor obra, i diverses composicions religioses.